# 平口みゆき
平口 みゆき（ひらぐち みゆき、1995年2月5日 - ）は、日本の元女性アイドル、タレント、女優。女性アイドルグループ『PALET』の全活動期（2012年 - 2017年）のメンバー。
神奈川県出身。愛称は「みゆっちょ」。

## 略歴
2012年1月14日、前年暮れに佐久間夏帆が脱退した「ぱすぽ☆」（後に「PASSPO☆」と改名）の新メンバー候補生として渋谷O-WESTに登壇。同年3月31日のファン投票の結果、候補生の正規メンバー昇格者なしと発表され、ぱすぽ☆への加入はならなかった。
2012年6月9日、paletのメンバーとして活動開始。グループ内での担当カラーはピンク。渡邊真由が加入した2015年7月25日からはキャプテン（リーダー）を務めた。活動期間中にはソロでのイメージDVDを2作発表している。
2017年12月28日、5年半活動したPALETが解散。最初から最後まで残り続けていたのは自身のほかに同い年であり生年月日が14日しか違わない藤本結衣しかいない。
解散後は舞台を中心に活動をしていたが、2020年11月1日、自身のTwitterにてプラチナムプロダクションを退社ならびに芸能界引退を発表した。同月8日の朗読劇『罪の森 ABYSS』千秋楽をもって芸能活動を終了。

## 人物
- 3人兄妹の末っ子（兄と姉がいる[7]）。
- 小学校時代からBerryz工房のファンで[8]、同グループのメンバーだった嗣永桃子に憧れていた[9]。
- 中学時代はテニス部に入っていた[10]。

## 作品

### DVD
- ウフフ夏休み（イーネット・フロンティア、2013年10月25日発売）
- Me You Kiss（イーネット・フロンティア、2015年10月23日発売）

## 出演

### ラジオ番組
- オレたちゴチャ・まぜっ!〜集まれヤンヤン〜（MBSラジオ、2015年4月18日 - 2016年4月10日）ヤンヤンガールズ7期生[注 4]

### 舞台
- FPアドバンスプロデュース
  - 「ナイゲン」（2015年4月23日 - 26日、新宿シアター・ミラクル）[11]
  - 「MOGURAYA -百年盂蘭盆-」（2015年9月16日 - 20日、築地本願寺ブティストホール）[12]
- アリスインプロジェクト「新・戦国降臨ガール」（2015年10月21日 - 25日、全労済ホール スペース・ゼロ） -  片倉雪 役[13]
- 劇団た組。× NPO法人日本移植支援協会 番外公演「元気が出る病院!」（2016年4月20日～24日、LIVESTAGE hodgepodge）[14]
- 劇団た組。「惡の華」（2016年7月27日 - 31日、浅草六区ゆめまち劇場）[15]
- 劇団ドリームプリンセス
  - 「13月の女の子」（2017年1月25日 - 2月5日、新宿村LIVE） - 奥沢ほのか 役[16][17]
  - 「白と黒の忘年会〜納めて初めて仕事篇〜」（2017年12月7日 - 10日、新宿村LIVE）[18]
- 劇団TEAM-ODAC「岸和田少年愚連隊～あの頃のハートは今もある～」（2017年9月27日 - 10月1日、全労済ホール スペース・ゼロ）[19]
- Cherry（2018年2月6日 - 12日、ウッディシアター中目黒）[20]
- Shibu3 project STAGE vol.2「あひる姫」（2018年5月18日 - 20日、ウッディシアター中目黒）[21]
- SHINING☆劇場 第9回「銀色の殺意」（2018年5月26日、池袋Only you）[22]
- 劇団TEAM-ODAC「猫と犬と約束の燈2018-夏」（2018年7月7日 - 16日、新宿・スペース・ゼロ） - ★チーム 今宮康子 役[23]
- LIVEDOG「クレイジーメルヘン」（2019年6月22日 - 30日、新宿村LIVE） - チーム爆裂 17歳の明海 役
- JPR BUFFプロデュース「Wells-魔女と夜明けの星-」(2019年12月21日 - 29日、新宿村LIVE)

### 映画
- スリーアウト！-プレイボール篇-（2019年6月22日、ココロヲ・動かす・映画社○）[24]